# David Shepard
Pour les articles homonymes, voir Shepard.
David Haspel Shepard, né le 22 octobre 1940 à Manhattan et mort le 31 janvier 2017 à Medford dans l'Oregon, est un restaurateur de films dont la société, Film Preservation Associates (dit FPA), est responsable de nombreuses restaurations hautes qualités de films muets. Certains proviennent de la collection Blackhawk Films (également détenue par Shepard) et d'autres éléments appartenant à des collectionneurs privés et des archives de films du monde entier.

## Biographie
David Shepard est né à Manhattan, fils de Marjorie (née Haspel) et Bertram Shepard. Son père était un cadre de la chaîne d'épiceries Grand Union et sa mère une femme au foyer. Quand il a 11 ans, sa famille déménage à Tenafly (New Jersey).
Adolescent, il filme des matchs de football étudiant pour que les entraîneurs puissent les étudier et, pendant la morte-saison, il commence à faire ses propres films avec des étudiants en tant qu'acteur. Il est diplômé du Hamilton College, dans le nord de l'État de New York, en 1962, avec un BA en philosophie, et termine une maîtrise à la Annenberg School for Communication de l'Université de Pennsylvanie en 1963.
David Shepard commence à restaurer des films quand il rejoint l'American Film Institute en 1968. En 1987, il achète la collection Blackhawk Films.
En décembre 2016, il souffre d'une pneumonie et d'une maladie rénale et est hospitalisé. Les médecins découvrent un cancer dans sa poitrine et il meurt le 31 janvier 2017 à Medford, Oregon.[réf. nécessaire]
La plupart des collections de David Shepard et de Film Preservation Associates sont conservées à l' Academy Film Archive dans le cadre de la Collection Lobster Films / FPA - Blackhawk Films.

## Affiliés
- Film Preservation Associates, Serge Bromberg (Lobster Films)
- Film Preservation Associates, Benjamin Scott Baker (Producteur Adjoint)

## Filmographie
- 1903 : The Great Train Robbery
- 1913 : Atlantis
- 1913 : Traffic in Souls
- 1914 : Pendant la bataille (The Battle at Elderbush Gulch)
- 1914 : Twenty Minutes of Love
- 1914 : Le Roman comique de Charlot et Lolotte
- 1915 : The Birth of a Nation
- 1915 : The Coward
- 1915 : The Cheat
- 1915 : Les Vampires
- 1915 : Regeneration
- 1915 : The Italian
- 1915 : Carmen
- 1915 : Charlot débute (His New Job)
- 1916 : Flirting With Fate
- 1916 : 20,000 Leagues Under the Sea
- 1916 : Intolerance
- 1916 : The Matrimaniac
- 1918 : Lui est un fameux ténor (The Non-Stop Kid)
- 1918 : The Married Virgin
- 1919 : J'accuse
- 1919 : L'Admirable Crichton (Male and Female)
- 1919 : Le Pauvre Amour (True Heart Susie)
- 1920 : Within Our Gates
- 1920 : Malec champion de golf (Convict 13)
- 1920 : Dr. Jekyll and Mr. Hyde
- 1920 : The Cabinet of Dr. Caligari
- 1920 : Une poule mouillée (The Mollycoddle)
- 1920 : Outside the Law
- 1920 : The Mark of Zorro
- 1921 : Le cur nous trompe (The Affairs of Anatol)
- 1921 : Tol'able David
- 1921 : Destiny
- 1921 : Orphans of the Storm
- 1921 : Les Trois Lumières
- 1921 : The Indian Tomb
- 1921 : The Kid
- 1921 : Leaves from Satan's Book
- 1921 : Seven Years Bad Luck
- 1921 : The Three Musketeers
- 1921 : The Sheik
- 1922 : Docteur Mabuse le joueur (Dr. Mabuse: The Gambler)
- 1922 : Folies de femmes (Foolish Wives)
- 1922 : Robin Hood
- 1922 : Oliver Twist
- 1922 : Nanouk l'Esquimau (Nanook of the North)
- 1922 : Nosferatu
- 1922 : Shadows
- 1922 : Monte Cristo
- 1923 : L'Opinion publique (A Woman of Paris)
- 1923 : The Pilgrim
- 1923 : La Roue
- 1923 : Salomé
- 1923 : The Hunchback of Notre Dame
- 1924 : Aelita
- 1924 : Kean ou Désordre et génie
- 1924 : America
- 1924 : The Navigator
- 1924 : Die Nibelungen
- 1924 : Sherlock Jr.
- 1924 : The Last Laugh
- 1924 : The Thief of Bagdad
- 1924 : Comédiennes (The Marriage Circle) d'Ernst Lubitsch
- 1925 : Cobra
- 1925 : Le Fantôme de l'Opéra
- 1925 : The Lost World
- 1925 : Don Q Son of Zorro
- 1925 : Faces of Children
- 1925 : Sally of the Sawdust
- 1925 : Ma vache et moi (Go West)
- 1925 : La Ruée vers l'or (The Gold Rush)
- 1925 : Strike
- 1926 : The Strong Man
- 1926 : Faust, une légende allemande
- 1926 : The Volga Boatman
- 1926 : Tramp, Tramp, Tramp
- 1926 : The Son of the Sheik
- 1926 : Le Pirate noir (The Black Pirate)
- 1926 : The General
- 1927 : The Cat and the Canary
- 1927 : Long Pants
- 1927 : The Gaucho
- 1927 : The Love of Jeanne Ney
- 1927 : L'Aurore (Sunrise)
- 1928 : Cadet d'eau douce (Steamboat Bill Jr.)
- 1928 : Storm Over Asia
- 1928 : Tempête
- 1929 : L'Homme à la caméra
- 1930 : Earth
- 1931 : City Lights
- 1932 : A Farewell to Arms
- 1933 : The Emperor Jones
- 1933 : Dr. Mabuse
- 1933 : The Sin of Nora Moran
- 1934 : Our Daily Bread
- 1936 : Modern Times
- 1938 : Prison Train
- 1941 : L'Homme de la rue (Meet John Doe)
- 1941 : Moods of the Sea
- 1957 : A King in New York

## Récompenses
- Association internationale du documentaire 1989 : Preservation and Scholarship Award
- Prix Saturne 1999 : Le Prix commémoratif du président
- Festival international du film de San Francisco 2000 : Prix Mel Novikoff
- Association des critiques de films de Los Angeles 2005 : Citation spéciale
- Société nationale des critiques de cinéma 2006 : Prix spécial
- Festival du film muet de Denver 2011 : Prix pour l'ensemble de sa carrière